# Heishan (köpinghuvudort i Kina, Heilongjiang Sheng, lat 46,44, long 127,47)
Heishan (kinesiska: 黑山, 黑山镇) är en köpinghuvudort i Kina. Den ligger i provinsen Heilongjiang, i den nordöstra delen av landet, omkring 100 kilometer nordost om provinshuvudstaden Harbin. Antalet invånare är 19 502. Befolkningen består av 9 471 kvinnor och 10 031 män. Barn under 15 år utgör 15,0 %, vuxna 15-64 år 79 %, och äldre över 65 år 5,0 %.
Runt Heishan är det ganska tätbefolkat, med 185 invånare per kvadratkilometer. Närmaste större samhälle är Shanhou, 17,1 km norr om Heishan. Trakten runt Heishan består till största delen av jordbruksmark.
Genomsnittlig årsnederbörd är 884 millimeter. Den regnigaste månaden är juli, med i genomsnitt 187 mm nederbörd, och den torraste är januari, med 9 mm nederbörd.